# Soufisme
« Soufi » redirige ici. Pour les autres significations, voir Soufi (homonymie).
 (août 2022).
Si vous disposez d'ouvrages ou d'articles de référence ou si vous connaissez des sites web de qualité traitant du thème abordé ici, merci de compléter l'article en donnant les références utiles à sa vérifiabilité et en les liant à la section « Notes et références ».
 (janvier 2021).

Nom d'Allah : Dieu en arabe.

Le soufisme (en arabe : ٱلتَّصَوُّف, at-taṣawwuf) désigne les pratiques ésotériques et mystiques de l'islam visant la « purification de l'âme » en vue de se « rapprocher » de Dieu. Il s'agit d'une voie d'élévation spirituelle, un chemin initiatique de transformation intérieure, qui transcende le formalisme des intégristes et autres tenants d'un islam rigoriste. Il se veut le « cœur » de l'islam.
Il est généralement pratiqué par le biais d'une initiation au sein d'une tariqa, terme qui désigne, par extension, une confrérie rassemblant les fidèles autour d’un maître spirituel.
Le soufisme trouve ses fondements dans la révélation coranique et dans l'exemple de Mahomet. On peut donc dire qu'il est présent, depuis les origines de la révélation prophétique de l'islam, dans les branches sunnite et chiite, bien qu'il ait pris des formes différentes dans les deux cas.
Le soufisme renvoie à ce que l'islam appelle « iḥsān » (excellence) : le fait d'adorer Dieu comme si on le voyait. C'est-à-dire que le soufisme a pour but ultime d'ouvrir le « cœur » de l'initié à la vision béatifique, à la connaissance suprarationnelle et unitive du Principe divin. Ceci le différencie des sciences profanes, qui se fondent sur des efforts de pensée. L'être réalisé obtient sa science directement par dévoilement et vision.
De tous temps, certains oulémas et savants se sont élevés contre ce qu'ils ont qualifié de « dérives » du soufisme. Ils ont émis des critiques, tant sur la doctrine de certaines confréries que sur leurs pratiques. De nos jours, le salafisme et le wahhabisme sont totalement opposés aux pratiques soufies.

## Étymologie

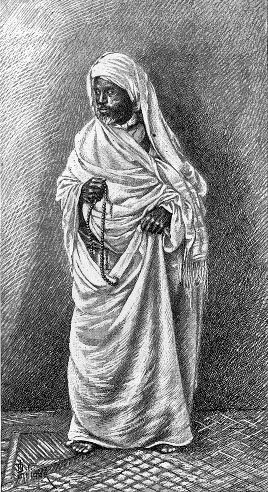
Un marabout et son chapelet.

En arabe, le terme couramment utilisé pour dénommer ce courant est taṣawwuf qui, au sens littéral, veut dire « action de devenir mystique ou soufi ». Le terme « soufisme », lui, apparaît en 1766dans Mélanges intéressans et curieux, ou Abrégé d'histoire naturelle, morale, civile et politique de l'Asie, l'Afrique, l'Amérique, et des terres polaires, Volume 7 page 118 par Jacques-Philibert Rousselot de Surgy et dans la thèse de Friedrich August Tholuck, Ssufismus [sic], sive theosophia Persarum pantheistica (« Soufisme, ou la théosophie panthéiste des Perses »),.
Les hypothèses sur l'étymologie du mot « soufi » au sens de « mystique» s'appuient surtout sur des similitudes phonétiques. Le terme pourrait ainsi venir :
- De l'arabe safa ou safw (صفاء [ṣafā'] « clarté ; limpidité »), qui signifie « pureté cristalline ».
- De Ahl al-soufa (أَهلُ الصُّفَّةِ [ahl aṣ-ṣuffa], « les gens du banc » en référence à ceux qui vivaient dans la Mosquée du Prophète (Masjid al-Nabawi) à Yathrib (Médine), et qui sont mentionnés dans le Coran comme formant « la compagnie de ceux qui invoquent leur Seigneur matin et soir désirant Sa face »[13] et qu'on aurait désignés par le mot suffiyya. Cette deuxième hypothèse est parfois comparée à ahl al-saff, (أَهْلُ اٌلصَّفِّ [ahl aṣ-ṣaff], « les gens du rang »), dans le sens de « premier rang » béni, élite de la communauté.
- De al-souf (ﺻﻮﻑ [ṣūf], « laine » qui donne صوفيّ [ṣūfī], « laineux »), du fait que les ascètes de Koufa se vêtaient avec cette matière, selon une remarque de Vincent Monteil dans sa traduction de la Muqaddima de Ibn Khaldoun[14]. Le soufi portait en effet un vêtement de laine, comme les pauvres, en signe de modestie. La modestie et la pauvreté sont évoquées dans d'autres noms donnés à certains d'entre eux : derviche (persan : درويش [derwiš], « mendiant ») ou [faqīr] (en arabe : فقير, « pauvre »). Certains[Qui ?] ont fait remarquer que seule cette dérivation est grammaticalement correcte (par exemple, le dérivé adjectival de ṣafā est ṣafawī et non ṣūfī)[15].
- De souffat al-kaffa, « éponge molle », en référence au cœur pur et réceptif du soufi[16].
- Du grec sophia, « sagesse »[17].

René Guénon, utilisant une numérologie inspirée de la gematria hébraïque, avance que le sens premier et fondamental du mot « soufi » est donné par « l'addition des valeurs numériques des lettres dont il est formé. Or le mot soufi a le même nombre que el-hekmah el-ilahiyah, c'est-à-dire « la Sagesse divine » ; le soufi véritable est donc celui qui possède cette sagesse, ou, en d'autres termes, il est el-ârif bi'llâh, c'est-à-dire « celui qui connaît par Dieu », car Dieu ne peut être connu que par Lui-même ».
En toute rigueur, le terme « soufi » désigne un individu parvenu à la réalisation spirituelle totale, et non un aspirant à une telle réalisation intérieure, qui devrait être appelé moutasawwif (مُتَصَوِّف [mutaṣawwif]). Mais, en pratique, les maîtres eux-mêmes emploient le terme « sūfī » d'une façon beaucoup plus globale et indistincte, conformément à un principe général qu'exprime bien le hadîth suivant du Prophète rapporté par Abou Dawoud : « Quiconque imite un peuple en fait partie. »

## Histoire
Chaque soufi se rattache à une « chaîne » (silsilah) qui représente sa généalogie spirituelle, grâce à laquelle il est relié par différents intermédiaires au Prophète. À quelques exceptions près (comme certaines voies naqshbandies), la majorité des voies spirituelles se rattachent traditionnellement au Prophète par l'intermédiaire d'Ali ibn Abi Talib.
Le prophète est considéré comme le point de départ de la chaîne spirituelle soufie. Perçu comme le premier mystique, il inspire une tradition où ses compagnons sont souvent décrits comme les premiers soufis, bien que le terme n'existât pas encore à cette époque. Fondé sur les enseignements du Coran et les paroles prophétiques, le soufisme place le Prophète au cœur de sa spiritualité. Malgré cela, les premiers groupes de soufis connus n'apparaissent à Koufa et Bassorah qu'à partir du VIIIe siècle de l'ère chrétienne. Les XIIe siècle et XIIIe siècle marquent pour le soufisme le passage à une structuration et une organisation beaucoup plus formelle sous la forme de turuq (ordres, confréries, sg. tariqa). Les ordres sont fondés par des maîtres spirituels (cheikhs). Cette organisation formelle et donc en quelque sorte sociale n'a pas nécessairement entraîné une altération de la nature du soufisme, qui est une voie spirituelle (sens originel du mot tariqa). Mais cette évolution se traduit par une visibilité plus grande et un impact historiquement mesurable du soufisme sur les sociétés musulmanes. Cet impact est particulièrement évident dans certains cas où le soufisme représente à lui seul la propagation de la religion musulmane : les exemples d'islamisation de l'Afrique de l'Ouest par la Tijaniyya, la Mouridiyya et la Qadiriyya, ou de la résistance menée contre les Russes aux XIXe siècle et XXe siècle par une population musulmane majoritairement rattachée à la Naqshbandiyya le montrent abondamment. Cette influence socio-politique de certains secteurs du soufisme se voit surtout dans les régions tardivement converties à l'islam : en Asie centrale, en Inde, où il fut l'un des fers de lance de l'islamisation, et dans le monde turc. Il est donc évident que la notion de soufisme recouvre des réalités très variables : certaines sont purement spirituelles et métaphysiques tandis que d'autres représentent les conséquences de l'implication des maîtres soufis et de leurs disciples dans le domaine politico-social.
Les tariqas furent persécutées par certaines autorités exotériques du sunnisme parce que des docteurs de la loi musulmane les jugeaient hétérodoxes. Aujourd'hui encore, les adeptes du wahhabisme rejettent violemment le soufisme et les confréries, considérés comme une dérive superstitieuse voire païenne.

## Doctrine

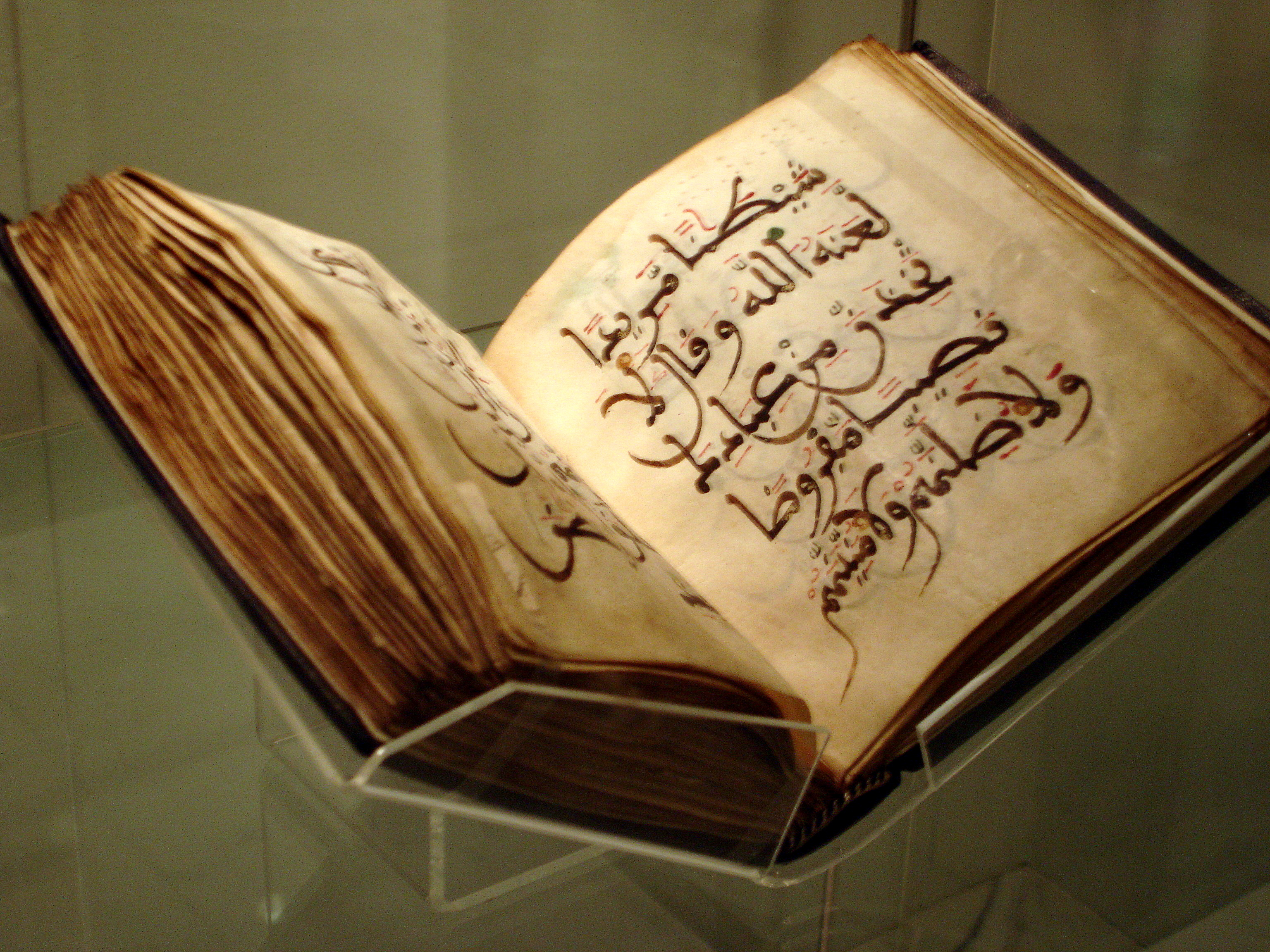
Les soufis croient que le Coran a deux niveaux de signification ; le zahir (sens externe ou apparent) et le batin (sens interne ou caché).

Du point de vue doctrinal, le soufisme est un courant ésotérique et initiatique, qui professe que toute réalité comporte un aspect extérieur apparent (exotérique ou zahir) et un aspect intérieur caché (ésotérique ou batin). Il se caractérise par la recherche d'un état spirituel qui permet d'accéder à cette connaissance cachée. Cette importance accordée aux secrets a même conduit à l'invention de langues artificielles par certaines confréries, l'exemple le plus notoire étant le bâleybelen.
La première phase est donc celle du rejet de la conscience habituelle, celle des cinq sens, par la recherche d'un état d'« ivresse » spirituelle, parfois assimilé à tort à une sorte d'extase ; les soufis eux-mêmes parlent plutôt d'« extinction » (al-fana), c'est-à-dire l'extinction du moi pour parvenir à la conscience de la présence de l'action de Dieu. Cette première étape réalisée, le soufi doit revenir au monde extérieur qu'il avait dans un premier temps rejeté ; le lexique des soufis désigne cette phase par différents termes qui correspondent à autant d'aspects de ce second voyage : al-baqâ, la « subsistance ou la permanence », la lucidité (sahw), le retour (rujû') vers les créatures, semble-t-il.
Cette description sommaire a forcément un caractère très schématique : comme le montre la littérature soufie, ce processus est bien plus cyclique que linéaire, et l'interprétation des termes du lexique soufi est par nature ésotérique. Comme le dit[Où ?] le maître soufi algérien Ahmad al-Alawi : « Que de fois on a employé ces expressions, alors que les gens ignorent ce que le Peuple entend par là ! Les soufis parlent d'union et de distinction, sans que les autres ne sachent de quoi il retourne, ce que sont l'union et la réalisation (tahqîq), autrement que théoriquement et par foi. Tout ce qu'ils peuvent affirmer à ce sujet dépend de leur capacité à imaginer, par des constructions conceptuelles (wahm), ce à quoi se réfèrent ces expressions, puisqu'il est impossible de le savoir tant que l'on n'a pas rejoint Dieu. » Par exemple, on peut présenter le même processus, à partir de la terminologie coranique, comme le passage par différents degrés de réalisation spirituelle. Les maîtres soufis distinguent en effet trois phases dans l'élévation de l'âme vers la connaissance de Dieu : d'abord l'âme gouvernée par ses passions. Le postulant à l'initiation est appelé mourîd (مُريد [murīd], novice ; nouvel adepte ; disciple ; désirant (Dieu)). Vient ensuite le degré de l'âme qui se blâme elle-même, c'est-à-dire qui cherche à se corriger intérieurement; l'initié qui parvient à ce stade est appelé itinérant (salîk , du persan سالك [sālik], voyageur), allusion symbolique « voyage intérieur ». Le troisième et dernier niveau est celui de l'âme apaisée.

### La spiritualité du soufisme

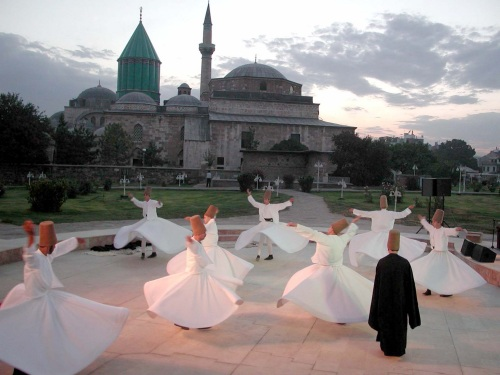
Derviches tourneurs de la confrérie mevlevi à Konya (Turquie), en 2007.

Le tasawwuf comprend non seulement la haqiqa (vérité, réalité) mais aussi l'ensemble des moyens destinés à y parvenir, appelé tariqa (voie), conduisant de la charia vers la haqiqa, c'est-à-dire de l'« écorce » (el-qishr) vers le « noyau » (el-lobb) par l'intermédiaire du « rayon » allant de la circonférence vers le centre.
Les soufis recherchent l'intériorisation spirituelle, l'amour de Dieu, la contemplation unitive, la sagesse, dans le cadre d'une perspective initiatique et ésotérique.
Souvent mis en opposition avec l'islam orthodoxe tant par des Occidentaux que par des musulmans, le soufisme cultive l'idée que Mahomet aurait reçu en même temps que le Coran des révélations ésotériques qu'il n'aurait partagées qu'avec l'imam Ali, voire avec quelques-uns de ses compagnons.
Le soufisme a pour objectif la recherche de l'agrément de Dieu, la promotion du tawhîd – « science de l'unicité de Dieu ». Les rites sont inutiles s'ils ne sont pas accomplis avec sincérité. Le soufisme prône l'existence d'une connaissance cachée (ilm al bâtin) et un idéal de non-attachement à l'égo et aux choses de ce monde.

### L'amour dans le soufisme
L’amour tient une place centrale dans l’enseignement soufi. Tôt dans l’histoire de l’islam, les grands mystiques musulmans ont en effet consacré des traités à ce thème. Le plus ancien qui nous soit parvenu est celui de Muhammad Al-Daylamî (mort en 982), ‘Atf al-Alih al-Ma’lûf ‘alâ al-lâm al-ma‘tûf. Mais un certain nombre de bibliographies indiquent qu’il ne fut pas le premier. Les plus illustres ouvrages sur ce sujet sont le Traité de l’amour d’Ibn Arabi et Le Livre de l’amour de Al-Ghazali. Néanmoins, c’est dans le cadre de la poésie que les maîtres soufis célébrèrent le plus profusément l’amour. Toute leur poésie, pourrait-on dire, s'y rapporte, de près ou de loin.
Al-Ghazali (1058-1111) enseigne que « l'Amour appartient à Dieu », et que « nul n'est digne d'amour si ce n'est Dieu ». Il affirme aussi que Dieu a dévoilé la majesté de sa face en « consumant les cœurs par la vertu des flammes de son amour ». Hafez (1325-1390) chante : « mon âme est le voile de son amour, mon œil, le miroir de sa grâce » ; et Nabolosi (1641-1731), commentant le Coran 5, 54 (« Il les aime et ils l'aiment ») : « Le soleil de Il l'aime se reflète dans la lune de ils l'aiment ».
Les maîtres soufis considèrent la station spirituelle (maqâm) liée à l'amour divin comme une des plus insignes qui soient. Ghazâlî : « Aimer Dieu est l’ultime but des stations spirituelles et le plus haut sommet des rangs de noblesse. Il n’est de station au-delà de celle de l’amour qui n’en soit un fruit ». Ibn Arabi (1165-1240) fait dire à Dieu s'adressant à l'âme : « Tant de fois t'ai-Je appelé et tu ne M'as pas entendu. Tant de fois me suis-Je montré et tu ne M'as pas vu. Tant de fois me suis-Je fait douces effluves et tu n'as pas senti, nourriture savoureuse, et tu n'as pas goûté (…) Pour toi mes délices surpassent toutes les autres délices (…) Je suis la grâce, bien-aimé, aime Moi, aime-Moi seul, aime-Moi d'amour. Nul n'est plus intime que Moi (…) Je t'aime pour toi, et toi tu t'enfuies de Moi ».
Abou Madyane (1126-1196) s'adressant à Dieu s'écrit : « Vous vous êtes emparé de ma raison, de ma vue, de mon ouîe, de mon esprit, de mes entrailles, de tout moi-même. Je me suis égaré dans votre extraordinaire beauté ». Et Khwaja Mîr Dard (1720-1785) s'épanche disant à Dieu : « À Ton cœur seul mon âme aspire, et tout ce que je souhaite, Bien-Aimé, c'est Ton désir ».
Dieu est parfois présenté comme « l'Ami ». Yunus Emre (1240-1321) : « Ami, dans l'océan de ton amour je veux me jeter, m'y noyer » ; « Je me suis débarrassé du voile qui couvrait mes yeux et je suis parvenu à l'union avec l'Ami (…) Tout le royaume de mon être est envahi par l'Ami (…) Je me suis envolé vers l'Ami et je suis descendu au palais de l'amour (…) J'ai bu le vin de la douleur qui vient de l'Ami (…) car c'est seulement quand mon être me quitte que l'Ami vient près de moi ».
Faisant allusion au symbolisme spirituel du vin, Omar Ibn al-Faridh (1182-1235) écrit : « Nous avons bu à la mémoire du Bien-Aimé un vin dont nous nous sommes enivrés ». Et cinq siècles plus tard, Nabolosi de Damas, dans son Éloge du vin : « Ce vin, c'est l'amour divin éternel (…). Ce vin, lumière qui brille partout (…), vin de l'existence véritable et appel véridique (…). Il est l'amour. Il est le vin qui enivre l'esprit. Il est la substance qui maintient toutes les substances. ».

## Pratiques
La pratique de l'islam est l'un des principaux prérequis du taṣawwuf.
Si, pour certains, le soufisme consiste à « en faire plus » que les autres musulmans en matière de prières et de jeûne, pour d'autres « il se situe uniquement au niveau de l'orientation intérieure et ne vise ni à rajouter des rites ni à en retrancher » (Ahmad al-Alawi)[réf. nécessaire].
Il se caractérise parfois par des pratiques ascétiques visant à purifier l'ego (comme la méditation, mouraqaba), mais l'élément commun à tous les soufis sans exception est le dhikr (prononcer « zikr »), Le ḏikr, mentionné fréquemment dans le Coran, bénéficie d’une légitimité largement reconnue par les ʿulamā’. La pratique ne nécessitait pas de terminologie stricte : on disait simplement qu’elle consistait à se « remémorer Dieu » (yaḏkurūna Allāh), ou à vivre un moment privilégié (waqt), un rendez-vous (mīʿād) avec Dieu et les autres participants (fuqarā’). Le ḏikr pouvait s’accomplir dans différentes postures (assis, debout ou même couché), comme le souligne le Coran. Les formules varient selon les confréries et sont parfois accompagnées de musique et de danse (comme chez les derviches tourneurs de Turquie), voire « hurlées », c’est-à-dire prononcées à très haute voix. Ces pratiques sont accomplies en privé ou en commun selon les cas.
Le soufi, après avoir mené le « grand combat », dépouillé de son ego — ou plutôt l'ayant domestiqué — et délivré de toutes les visions partielles et illusoires qui y sont attachées, accède au degré recherché de connaissance de Dieu, et n'agit que par adoration de Lui ainsi qu'Il l'a dit : « Mon Serviteur ne s'approche de Moi par rien que J'aime plus que les actes que Je lui ai prescrits ; puis Il ne cesse de s'approcher de Moi par les œuvres surérogatoires jusqu'à ce que Je l'aime. Et lorsque Je l'aime, Je suis l'ouïe par laquelle il entend, la vue par laquelle il voit, la main par laquelle il saisit… » (Hadith qudsî rapporté par Al-Boukharî).
Une autre pratique régulière est la récitation de poèmes à caractère spirituel, notamment la louange du prophète de l'islam Mahomet.

### Gens du blâme
Un malâmati, ou melâmî (de l’arabe ملامة, « malâma », blâme, critique) est un soufi qui, par souci de sincérité, va faire exprès d’avoir un comportement presque contraire à ce qu’il est vraiment, même si ça doit lui causer des ennuis et le discréditer publiquement. Cette attitude singulière basée sur le rejet de tout formalisme ou extériorité de la spiritualité se développa à partir du Khorassan (nord-est de l’Iran) au IXe siècle. ‘Abd’l Rahmân al-Sulami (936-1021), qui en fut l'un des principaux protagonistes, explique que « la voie du blâme » (Malâmatiyya) consiste « à ne montrer rien de bien et ne cacher rien de mal ». Ce courant fut important dans l'ensemble de l'Empire ottoman. Le poète azerbaïdjanais Seyyid Nassimi (1369-1417) en est un exemple :
J'ai pris le manteau du Melâmat, tantôt je m'en suis vêtu en y faisant le choix.

J'ai brisé la fiole de l'interdit, à qui ai-je fait du tort ? Haydar Haydar !

Parfois je m'élève dans le ciel, et j'observe le monde.

D'autres fois je descends sur terre, et là, le monde m'observe.

Les soufis (non accomplis) ont déclaré comme étant haram (interdit) l'essence de cet amour.

C'est moi qui remplis cette essence, c'est moi qui bois ce vin.

Ce péché est le mien, qu'est-ce que cela peut vous faire ! Haydar Haydar !

Certains ont questionné Nesimi : es-tu bien avec ton amour, ton créateur ?

Que je sois en bien ou en froid, qu'est-ce que cela peut vous faire, cet amour est mien !

## Controverse sur l'orthodoxie du soufisme et persécutions

### Point de vue des soufis
Selon les soufis, leur voie est reconnue par les quatre écoles juridiques (madhhab) sunnites. Al-Ghazali (Ihya, I, Livre 1, bâb 2, bayân 2) mentionne par exemple que « Shâfi‘î s'asseyait devant [le soufi] Shaybân al-Râ‘î, comme un enfant s'accroupit à l'école coranique, et lui demandait comment il devait faire en telle et telle affaire ».
Les gens du tassawwuf ont écrit tout au long de l'histoire des ouvrages destinés à démontrer l'orthodoxie de leurs pratiques, citant en exemple les générations passées, parmi lesquelles un même personnage aurait été à la fois un savant reconnu et un adepte du soufisme, et cherchant les sources traditionnelles (versets ou hadiths) justifiant leurs pratiques, comme ce verset coranique :

« Reste en compagnie de ceux qui, matin et soir, invoquent leur Seigneur ne désirant que Sa face. »

— Le Coran, « La Caverne », XVIII, 28, (ar) الكهف.

### Point de vue orientaliste
Les orientalistes de la fin du XIXe et du début du XXe siècle ont dit voir dans le soufisme un courant attestant d'une influence extérieure à l'islam, notamment du christianisme —et à l'intérieur de celui-ci, l'influence du monachisme— fournissant ainsi involontairement aux courants hostiles au soufisme des arguments à charge. Cependant, plusieurs travaux d'islamologues[Lesquels ?] du XXe siècle tendent à réfuter cette thèse. En ce qui concerne la vie monastique, l'islam semble[Quoi ?] la rejeter, comme le stipule le hadith (à l'authenticité par ailleurs contestée) « pas de monachisme en islam ». Cependant, le Coran en souligne l'intention positive initiale tout en écartant sa pratique, dans une formule dont quelques commentateurs dont Ibn Arabi ont relevé la complexité :

« Nous lui [Jésus] avons donné l'Évangile. Nous avons établi dans les cœurs de ceux qui l'ont suivi la mansuétude, la compassion et la vie monastique qu'ils ont instaurée — Nous ne la leur avions pas prescrite — uniquement poussés par le désir de plaire à Dieu. Mais ils ne l'ont pas observée comme ils auraient dû le faire. »

— (Le Coran, « Le Fer », LVII, 27, (ar) الحديد.

### Principales critiques contre le soufisme ou ses dérives

#### Critique de la doctrine et des dérives
- Ibn al-Jawzi (1116-1201) consacre une petite partie de son livre Talbîs Iblîs à la critique du soufisme de son temps, parmi d'autres cibles comme les philosophes, les théologiens du kalam, certains savants de hadiths, des juristes, des prêcheurs, des philologues, des poètes. Le Talbîs Iblîs, souvent cité comme l'archétype de la critique du soufisme est une critique très générale de toutes les doctrines et pratiques qu'Ibn al-Jawzi considérait comme des innovations injustifiées. Il rapporte également les propos du hanbalite Ibn 'Aqîl qui était également très opposé au soufisme, notamment aux dérives hétérodoxes et aux exagérations.
- Ibn Taymiyya (1263-1328) et son élève Ibn Qayyim al-Jawziyya (1292-1350) ont dénoncé plusieurs dérives du soufisme, mais ils avaient non seulement de l'estime pour certains soufis[36] qu'ils jugeaient conformes à l'orthodoxie, tels qu'Al-Junayd, mais considéraient plutôt l'ascétisme en conformité avec la sounna.
- L'école rationaliste et réformiste de l'Égyptien Mohamed Abduh (1849-1905) et de son élève syrien Muhammad Rashid Rida (1865-1935) s'opposait radicalement au soufisme, considéré comme une des principales raisons de la décadence des musulmans, par son supposé encouragement du fatalisme et de l'inertie, et par les superstitions et les mythes qu'il est censé avoir introduits. En revanche, il est bien connu que le fondateur du mouvement des « Frères musulmans », Hassan el-Banna était rattaché au soufisme[37].

#### Accusations envers le soufisme
Les principales accusations contre le soufisme :
- L'accusation de panthéisme concernant la doctrine de la (wahdat ul-wujûd) ou de hulûl (incarnation du divin dans les créatures) à l'égard de certains soufis comme Mansur al-Hallaj (858-922) qui ont eu des paroles telles que : « Dans la djubbah [que je porte], il n'y a que Dieu ». Mais les écrits de certains maîtres soufis comme l'émir Abd el-Kader (1808-1883) donnent une explication qui récuse cette accusation
- Un défaut de monothéisme à cause du culte des saints de certains courants qui suivent un marabout et de la croyance aux aqtâb qui sont censés avoir un rôle dans la gestion de l'univers.
- L'adoption d'actes d'adorations qui ne seraient pas attestés par des hadiths authentiques.
- Le chant et la danse comme pratique religieuse. Ibn Al-Qayyim (1292-1350) dit, dans un poème, à cet égard :

Lorsque le Livre (Coran) leur était récité, ils baissèrent la tête, non par crainte [de Dieu],

Mais c'est l'attitude du distrait négligent.

Et quand vint le chant, ils se mirent à braire comme des ânes.

Par Allah, ils ne dansèrent pas pour Lui.

Un tambourin, une flûte et la mélodie d'un faon…

As-tu jamais vu une adoration par du divertissement ?

- L'exagération dans l'ascèse. Il est rapporté, par exemple, que certains soufis ne mangeaient qu'une datte tous les quarante jours. Cette critique s'appuie sur un hadith rapporté dans Sahîh Al-Bukhâriy et Sahîh Muslim, il est dit que trois hommes sont venus se renseigner sur la pratique religieuse de Mahomet. L'un d'entre eux a dit : « Moi, je prie toute la nuit », le deuxième a dit : « Moi, je jeûne pendant toute ma vie » et le troisième a dit : « Moi, je ne m'approche pas des femmes, et je ne me marierai jamais ». Mahomet est venu les voir et leur a dit : « C'est vous qui disiez telle et telle chose ? Par Allah, je crains Allah et je le vénère plus que vous, mais je jeûne parfois et je mange d'autres fois, [la nuit] je prie et je dors, et je me marie avec des femmes. Et celui qui n'apprécie pas ma voie, ne peut se prévaloir de moi ».
- Les pratiques exagérées de certaines sectes, comme se rouler sur des braises, avaler des serpents, se flageller jusqu'au sang, etc.

Tout au long de l'histoire, des savants se sont attachés à répondre à ces critiques, comme Al-Suyūtīet (notamment concernant l'utilisation du rosaire, que les opposants au soufisme dénoncent comme une innovation d'origine chrétienne). Parmi les ouvrages les plus récents qui présentent en détail à la fois les critiques et leur réfutation, on peut citer le Qawl al-ma'rûf de l'Algérien Ahmad al-Alawi (m. 1934), traduit en français sous le titre Lettre ouverte à celui qui critique le soufisme.

### Les cas du maraboutisme et du fakirisme

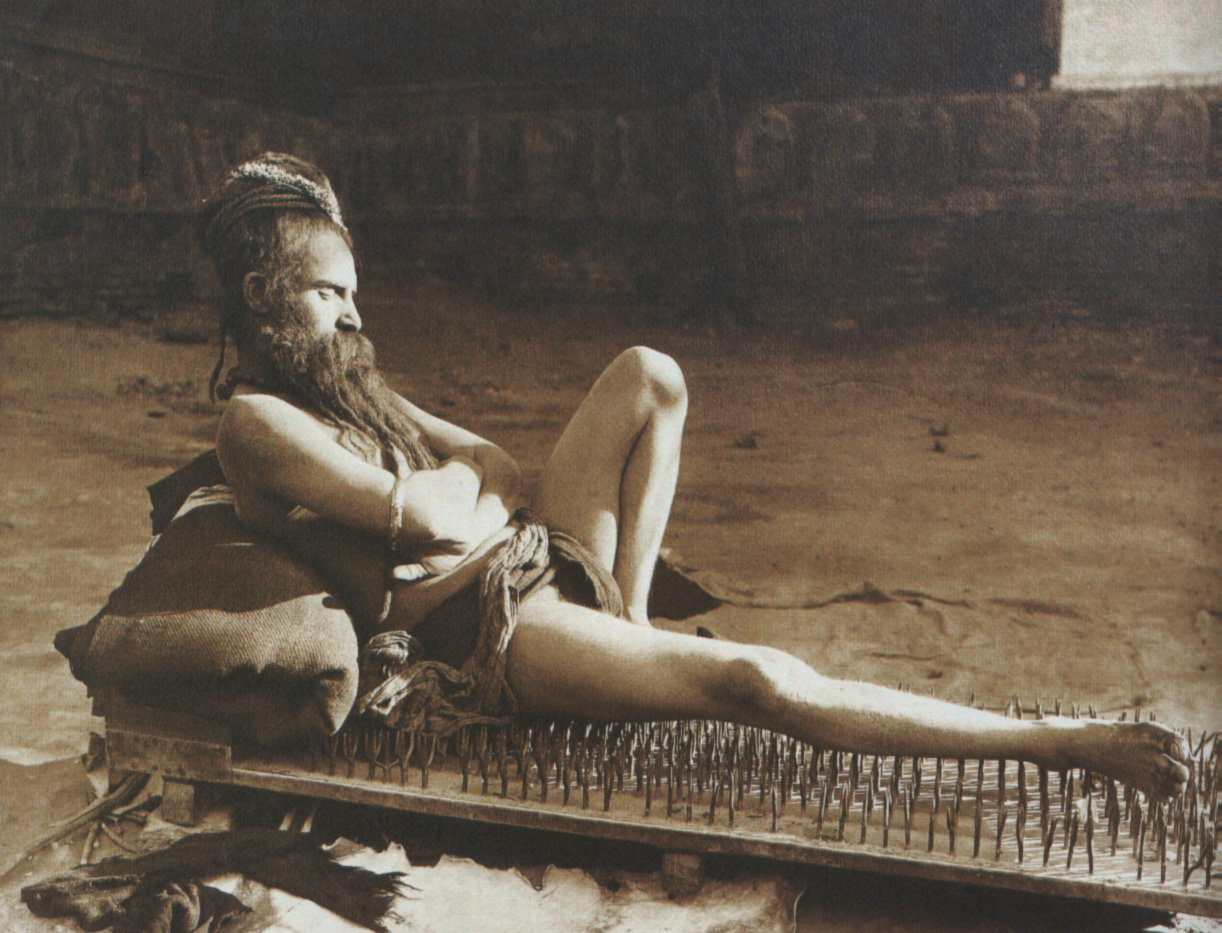
Un fakir à Bénarès (1907).

Au-delà des salafistes, les soufis eux-mêmes considèrent que certaines pratiques inspirées du soufisme ne sont pas acceptables, comme le maraboutisme en Afrique ou le fakirisme en Inde.
Une théologie populaire s'est en effet développée dans le maraboutisme, lequel pratique (comme nombre de soufis) le culte des saints, considéré par l'Islam wahhabite comme pratique polythéiste. Le mot « marabout » vient de l'arabe murâbit, qui désigne un homme vivant dans un ribât, un couvent fortifié. Ces religieux très mystiques jouent à la fois les rôles de prédicateur, de thaumaturge (médecin guérisseur), d'éducateur et de chef politique. Ils sont investis de pouvoirs surnaturels grâce à leur baraka ; leur pratique du Coran, dans des civilisations où l'écriture a été apportée par l'islam, les dote en effet d'un pouvoir paranormal. Ils ont trouvé un terrain de prédilection en Afrique où, dès le XVIe siècle, les souverains convertis réclament des marabouts aux autorités arabes. Vivant des dons de croyants, les marabouts formés à l'école coranique enseignent l'islam classique, développant des pratiques magico-thérapeutiques (siḥr) présentes dans le Coran et rejoignant parfois des croyances animistes traditionnelles de l'Afrique. La réputation de leurs pouvoirs miraculeux les apparente alors plus à des sorciers qu'à des imams, d'où le mot marabout en français. Le culte des saints qui caractérise désormais le maraboutisme a élargi le sens du mot « marabout », qui a fini par désigner le saint vivant ou mort, le monument qui abrite sa tombe, les successeurs du saint, etc.
En Inde, l'islam, sous l'influence de l'hindouisme et par le biais du soufisme, donna naissance aux célèbres ascètes musulmans les fakirs (de l'arabe : faqīr (ar) فقیر, littéralement « pauvre »), qu'aucun élément extérieur ne différencie de leurs confrères hindous, les sâdhus. Ainsi Shirdi Sai Baba (1838-1918) est un brahmane devenu fakir, yogi, et sâdhu, puisque considéré par les musulmans, tout autant que par les hindous (qui voient en lui un avatar de Shiva), comme un saint homme, et un grand sage. Un jour, il s'installa dans une mosquée pour y vivre toute sa vie, recevant des offrandes qu'il partageait avec les animaux. Les indiens de toute confession eurent tôt fait de voir en lui un baba (père), proche du soufisme et de l'hindouisme à la fois, enseignant sur le Coran et les écrits sacrés hindous en même temps, car on dit qu'il réalisa nombre de miracles, de son vivant et après sa mort. Il fut enterré à sa demande dans un temple hindou qui lui est désormais consacré à Shirdi.

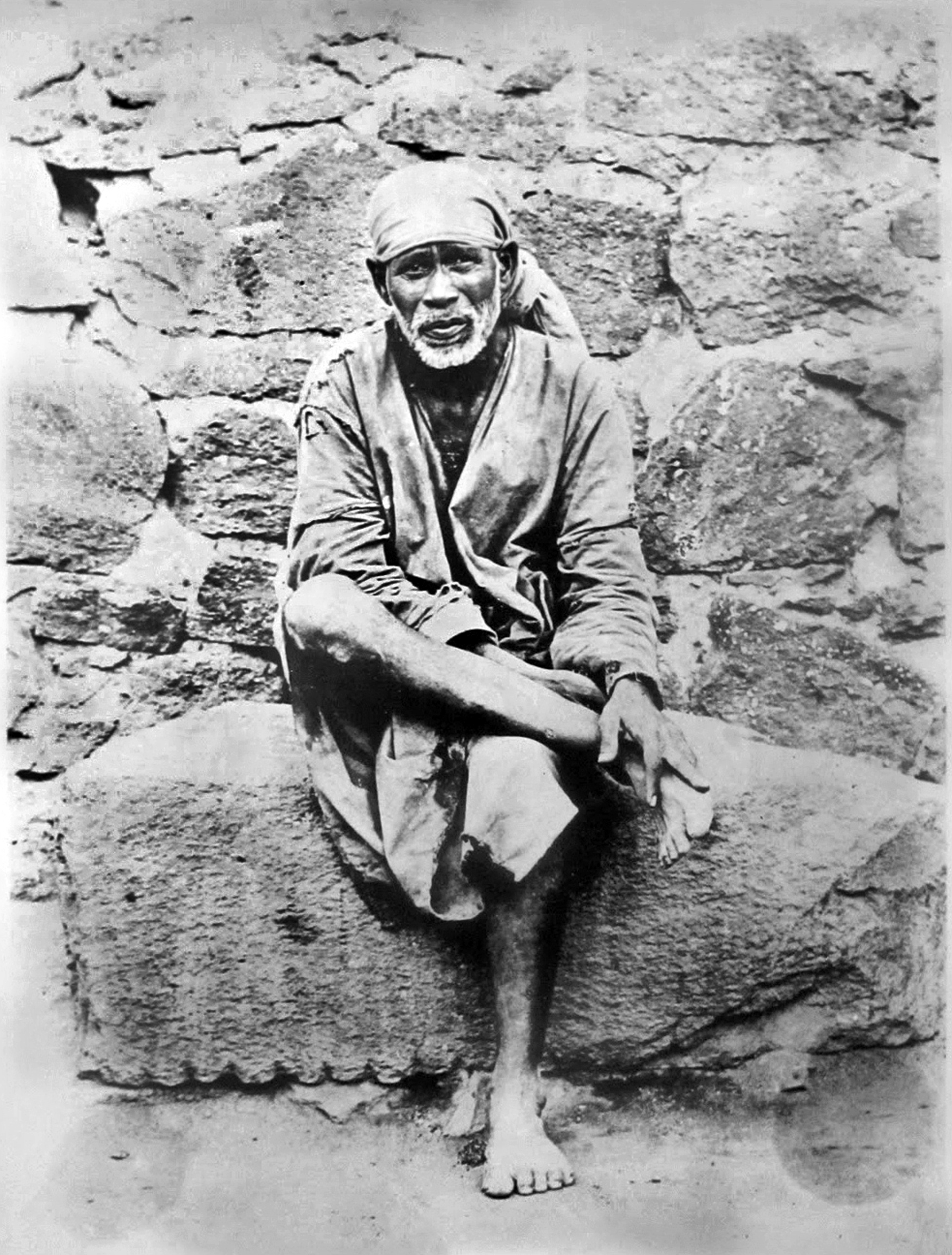
Shirdi Sai Baba (1838-1918).

### Nouvelles critiques
Le soufisme, qui représente une tendance ésotérique et mystique de l'islam, se trouve en opposition aux courants littéralistes, attachés à la lettre du Coran et à celle de la sunna. C'est que ces derniers voient dans les enseignements soufis des dérives idolâtriques étrangères à l’islam qu'ils qualifient d'« authentique ». Parmi les courants de ce type, on peut mentionner le salafisme ainsi que certains mouvements salafistes jihadistes du type Al-Qaïda. Ces courants rejettent le principe même de l'intercession (tawassoul), désignée comme une dérive idolâtre, et considèrent les rituels pour se rapprocher de Dieu comme des innovations dans la religion (bid'a) voire des superstitions. Ainsi, cet affrontement historique entre soufis et opposants au soufisme continue de nos jours et même de manière accentuée avec l'expansion du salafisme.
Toutefois, en 2016, la conférence islamique internationale de Grozny, inaugurée par le grand imam de la mosquée Al-Azhar, Ahmed al-Tayeb, rassemblant 200 personnalités sunnites du monde entier, s'est réunie dans le but de définir l’identité de ceux qui se font connaître comme les « gens du sunnisme » par opposition aux différents groupes considérés « égarés ». À l'issue de leurs travaux, les dignitaires sunnites sont convenus qu'au niveau de la gnose, des manières et de la purification spirituelle, les soufis de l'imam Junaid al-Baghdadi (ixe siècle) sont des « gens du sunnisme »,.

### Persécutions religieuses
Les soufis se sont vus infliger la destruction de leurs zaouïas et de leurs mosquées, la suppression de leurs ordres, et la discrimination de leurs membres dans un certain nombre de pays musulmans où ils vivent pour la plupart. Ainsi, en 1925, la République laïque turque (de fait, avant 1937) interdit tous les ordres soufis et ferme leurs institutions après qu'ils se sont opposés au nouvel ordre séculier. En 1979, c'est au tour de la République islamique iranienne de les persécuter, officiellement pour leur manque de soutien à la doctrine de gouvernement du « velayat-e faqih » (à savoir que le grand faqih chiite devrait être le leader politique de la nation). Dans la plupart des autres pays musulmans, les attaques contre les soufis et surtout, leurs zaouïas, viennent pour l'essentiel des salafistes ou wahhabites qui considèrent que leurs pratiques telles que la (seule) célébration des anniversaires des saints (même sans tomber dans le culte des saints) et les cérémonies de dhikr (« souvenir » de Dieu) relèvent de l'innovation religieuse blâmable (bidʿah) et du polythéisme (shirk),,.
Le 24 novembre 2017, l'attentat de la mosquée de Bir al-Abed de la confrérie Jarirya fait au moins 305 morts et une centaine de blessés. Non revendiqué, il est attribué à des djihadistes proches de l'État islamique.
Les soufis victimes de persécutions religieuses :
- Ibn Mansour al Halladj, soufi de Bagdad, il fut crucifié en 922 pour avoir entre autres proclamé publiquement « Je suis la Vérité (Dieu) » («Ana al haqq»)[46].
- 'Ayn-al-Qużāt Hamadānī, accusé d'hérésie, de prétention à la Seigneurie, et d'exhibition de miracles, il fut écorché vif, pendu, et jeté au feu en 1131[47].
- Abdeslam Ben Mchich Alami, assassiné[48] en 1227.
- Sa'd od-Din Mahmoud Chabestari, brûlé sur un bûcher en 1340.[réf. nécessaire]
- Ismâ'îl Ma'şûqî, soufi melâmî exécuté à Constantinople en 1528 après avoir été condamné pour hérésie et antinomisme[33].
- Hamza Bâlî, soufi melâmî, accusé d'hérésie et de prétention aux miracles, il fut emprisonné puis exécuté à Constantinople en 1573[33].
- Majd al-Dîn Baghdâdî, maître kubrâwî, assassiné entre 1210 et 1219, sur l'ordre du sultan. C'est le point culminant de longues années d'hostilité de la part du pouvoir politique envers les membres de cette confrérie[49].
- Baba ould Cheikhna Ahamada Hamahoullah, soufi malien mort en 1943 à la suite de sa déportation en France par les autorités coloniales du gouvernement de Vichy[50]. Il n'est cependant pas certain qu'il ait été persécuté à cause de sa forme de croyance.
- Seyyid Nassimi, alevi et hurufi, exécuté en 1417 par les oulémas du pouvoir ottoman.

Si Federico Gonzalez pense que « pratiquement tous les martyrs soufis ont trouvé la mort aux mains d'autorités fanatiques religieuses ou légalistes littérales, toutes convaincues d'avoir raison et de représenter officiellement l'Islam », d'autres[réf. nécessaire] font remarquer que, notamment dans le cas d'al-Hallâj, c'est la divulgation de « vérités ésotériques » qui causa son exécution (cf. notamment le commentaire de la Râ'iyya de Shârishî, qui cite Ibn Khaldoun à ce sujet)[réf. nécessaire].
En octobre 2019, l'armée turque engage une nouvelle offensive visant à s'emparer des territoires détenus par les forces kurdes dans les provinces du nord-est de la Syrie. Les troupes turques s'appuient sur des milices rebelles syriennes composées en grande partie d'anciens combattants de l'État islamique et d'Al-Qaïda (les deux organisations sont en général souvent hostiles aux soufis, qu'elles jugent déviants). Cette avancée oblige les soufis à fuir pour échapper au risque de persécutions.

## Confréries soufies

### Alevi - Bektashi
L'Ordre Bektashi a été fondé au XIIIe siècle par le saint musulman Hacı Bektaş Veli (Haci Bektas Veli), et fortement influencé lors de sa période de réflexion par le Hurufi Ali al-'Ala au XVe siècle et réorganisé par Balim Sultan au XVIe siècle.
L'alévisme bektachi regroupe des membres de l'islam dits hétérodoxes et revendique en son sein la tradition universelle et originelle de l'islam et plus largement de toutes les religions monothéistes. L'alévisme se rattache au chiisme duodécimain à travers le cinquième imam (Dja'far al-sadiq) et à Haci Bektas Veli, fondateur de l'ordre des bektachi dont la généalogie mythique remonte aussi au cinquième imam. Même si cette voie du souffisme est de tradition très ancienne, certains voient en l'alévisme un courant « libéral » ou « progressiste » de l'islam qui diffère des interprétations orthodoxes et dogmatiques du sunnisme et du chiisme dit jafarisme.

« Asadullah » surnom donné par le prophète Mahomet à son gendre et cousin Ali. Asadullah signifie le « Lion de Dieu ». L'alévisme, le soufisme et le chiisme duodécimain considèrent Ali comme le détenteur des secrets divins et de la signification ésotérique de l'islam qui lui auraient été transmis par Mahomet.

Alevi signifie « adepte d'Ali », gendre et cousin du prophète de l'Islam. À l'alévisme sont associés les termes « Qizilbash-Alevi » et « Bektachi ». Bien que les croyances soient similaires et que le distinguo ne soit plus d’actualité, ces deux termes renvoient à des réalités sociales distinctes sous l'Empire ottoman :
- les Alevi-Qizilbash sont principalement des paysans et nomades d'origine turkmènes présents en milieu rural. Leur soutien au Chah Ismail Ier (d’origine turkmène) leur vaut l'assentiment du pouvoir central ottoman et une persécution féroce orchestrée par les forces de sécurité intérieures. À cette époque, les partisans du Chah Ismail Ier qui portent un bonnet de couleur rouge avec douze plis en référence aux 12 imams du chiisme duodécimain se font appeler Qizilbash.
- les Bektachis sont un phénomène urbain et correspondent aux Sunnites, Chrétiens et Israélites convertis aux croyances alevies. Organisés en confrérie ou ordre religieux, ils sont influents chez les artisans (ahilik), les janissaires (chargés des frontières extérieures, recrutés parmi les populations chrétiennes) et autres centres de pouvoir. Les Bektachi recevaient le soutien des sultans qui les utilisaient pour atténuer les tensions entre le pouvoir central Sunnite et les Alevis et pour préparer les populations locales avant l'annexions de nouveaux territoires. Chaque campagne militaire était précédée par l'envoi de derviches bektachis dont la mission était de se fondre dans la population pour exposer un islam tolérant et ouvert. L'imbrication des Bektachis avec le pouvoir politique éloigne certains d'entre eux des valeurs religieuses et des idéaux originels. Ainsi, les janissaires deviennent un redoutable corps militaire à l'image des templiers.

### Madaniyya
La Madaniyya est une confrérie sunnite reliée au patrimoine du prophète Mahomet par une chaîne de transmission traversant quinze siècles. Elle est fondée tout au début du XXe siècle par le Cheick Muhammad b. Kalîfa al-Madanî (1888/1959). Après son retour de Mostaganem (Algérie) où il a passé trois ans en compagnie de son maître Ahmad al-Alawi, il s’installe en Tunisie et commence une vie spirituelle qui allait durer 40 ans, passés dans la diffusion de la voie spirituelle. Il commence ses prêches et discours dans les campagnes et les zones rurales avant de s’attaquer aux grandes villes de la Tunisie. Selon l’étude de S. Khlifa, il laisse entre cinq et sept mille disciples ainsi qu’une dizaine d’ouvrages édités. Toute sa vie durant, il n’a cessé de former les aspirants, de purifier les âmes et d’instruire ses disciples notamment par les sciences religieuses classiques telles que le droit musulman, la théologie musulmane et la langue arabe. Il laisse une littérature abondante axée sur la moralité religieuse, la spiritualité sunnite et l’impératif d’observer les préceptes de l’islam. En outre son exégèse coranique de certaines sourates et versets (Sourate al-Wâqi’a, al-Fâtiha, quelques versets de sourates al-Nûr), il compose un recueil de poésie et un commentaire de rhétorique. Sa doctrine spirituelle se distingue par son insistance sur le caractère indissociable entre la haqîqa (le savoir ésotérique) et la charî'a (le savoir exotérique). Une attention particulière est accordée à la morale de la conduite spirituelle et en particulier à l’égard du prophète, du cheikh et des autres croyants. Il en va de même pour la solidarité sociale et les œuvres de charité qui occupent une place de choix dans son enseignement. Les réunions quasi quotidiennes, hebdomadaires et annuelles (à l’occasion de la nativité du prophète : le mawlid/mouloud) permettent d’exhorter les disciples à accomplir les devoirs religieux, de former un ordre soudé.

### [24]Mawlawiyya
L'Ordre Mevlevi est mieux connu en Occident sous le nom des « derviches tourneurs ».

### Mouridiyya
La Mouridiyya ou mouridisme a été fondée par Cheikh Ahmadou Bamba (1853-1927) au xixe siècle au Sénégal. Bamba est un réformateur musulman sunnite, un théologien asharite, un faqîh malékite. Cette voie est essentiellement présente au Sénégal, en Gambie et dans une partie de la Mauritanie.
Sa doctrine repose sur quatre principes fondamentaux : la foi en Dieu, l’imitation du Prophète Mahomet, l'étude du Coran et l’amour du travail. Cheikh Ahmadou Bamba fut surnommé Khadim ar-Rasul (« serviteur du Prophète »). Il appela à se diriger vers Allah en ces termes[réf. souhaitée] : « J’ai reçu de mon Seigneur l’ordre de mener les hommes vers Dieu, le très haut. Ceux qui veulent prendre cette voie n’ont qu’à me suivre. Quant aux autres qui ne désirent que l’instruction, le pays dispose d’assez de lettrés. Allez auprès de ceux que vous voulez ! » Il a laissé des milliers d’œuvres sur l’ensemble des domaines de l’Islam[réf. nécessaire].

### Naqshbandiyya
L'ordre Naqshbandi est l'un des principaux ordres soufis sunnites. Formé en 1380, l'ordre est considéré par certains comme un ordre « sobre » connu pour son dhikr (rappel de Dieu) silencieux plutôt que les formes vocalisées de dhikr communes aux autres ordres. Le mot « Naqshbandi » (نقشبندی) est du persan. Il est tiré du nom du fondateur de l'ordre, Bahâ'uddin Naqshband.
La Naqshbandiyya, fondée au XIVe siècle, est encore bien implantée en République autonome du Daghestan et au Turkménistan. Fondée par Muhammad Baha' al-ddîn Naqshband, elle concerne environ 10 % des musulmans pratiquant dans ces régions et 300 000 personnes en ex-Union soviétique. La confrérie a aussi des membres dans les régions telles que la Chine ou l'Afghanistan. Elle s'est illustrée par sa résistance à des années d'athéisme d'État. Lors de l'initiation (talqîn), le disciple s'engage par serment à suivre la voie (al-tarîqa) qui le mènera à Dieu. Un diplôme lui est donné. Une cérémonie rituelle hebdomadaire, des prières supplémentaires, des veilles, des jeûnes, des pèlerinages constituent la pratique. Les membres versent jusqu'à 30 % de leur salaire à la communauté[réf. nécessaire].

### Qadiriyya
En Afrique, parmi les grandes confréries, existe la Qadiriyya, fondée en 1166 par Cheikh Moulay Abd al Qadir al-Jilani. La confrérie est surtout active au Maghreb, et au Moyen-Orient.

### Sanousiyya
Fondée au début du XIXe siècle par Mohammed ben Ali al-Senoussi (1787-1859), la Sanousiyya est active en Libye et dans les régions sahariennes.
C'est un mouvement qui s'est définitivement éloigné du soufisme pour prôner un exotérisme de réforme islamique comme le Wahhabisme d'Arabie saoudite et le Mahdisme du Soudan.

### Tijaniyya
La Tijaniyya, fondée au Maghreb à la fin du XVIIIe siècle et répandue en Afrique subsaharienne. Ces deux ordres (tariqa) professent l'adhésion sans restriction aux préceptes coraniques (prières, aumône, jeune, pèlerinage à la Mecque, éviter de faire du tort à son prochain, etc.).
La Tijaniyya attache une grande importance à la culture et l'éducation, et encense l'adhésion individuelle du disciple (murīd).

### Ushshakiyya
La Ushshakiyya est une branche de la tariqa Khalwatiyya fondée par Sayyid Hasan Husameddin, nom qui signifie « épée tranchante de la religion ». Il est né en 880 A. H. (1473 EC) dans la ville de Boukhara, Ouzbékistan. La Ushshakiyya a été présente dans l'Empire ottoman, et aujourd'hui elle l'est plus particulièrement en Turquie.

## Maîtres soufis
Dans Les itinéraires du paradis (« Masaalik al Jinan »), Cheikh Ahmadou Bamba définit ainsi les soufis :
654. Le vrai sûfi est un savant, mettant réellement son savoir en pratique sans transgression
d'aucune sorte.
655. Il devient ainsi pur de tout défaut, le cœur plein de pensées justes.
656. Détaché du grand monde pour se consacrer au service et amour de Dieu, considérant à un pied
d'égalité la pièce d'or et la motte de terre.
657. Semblable à la face de la terre sur qui on jette toutes sortes d'impuretés, faisant l'objet des plus
durs traitements, mais qui ne donne jamais que du bien.
658. Le scélérat, aussi bien que l'homme de bien, le foule aux pieds ; mais il reste immobile et
impassible.
659. Comparable au nuage qui déverse partout des ondées, sans discrimination.
660. Celui qui atteint ce stade est un sûfi, celui qui ne l'a pas atteint et qui se dit sûfi est un imposteur
Avec le temps, les groupes de disciples des maitres se structurent et s’institutionnalisent. Le rattachement à un maitre (cheikh) ainsi qu'à une méthode initiatique instaurée par ce cheikh (tariqa) va donner naissance à des « confréries » (terme à prendre dans un sens large).
Parmi les maîtres spirituels soufis, on peut citer Hallaj, Djalal ad din Rumi, Farid al-Din Attar, Yunus Emre, Hafez, Ibn Arabi, Abou Madyane, Mohamed Iqbal, Abu Hassan al-Shadhili, Ibrahim al-Dessouki , Ibn Ata Allah al-Iskandari.

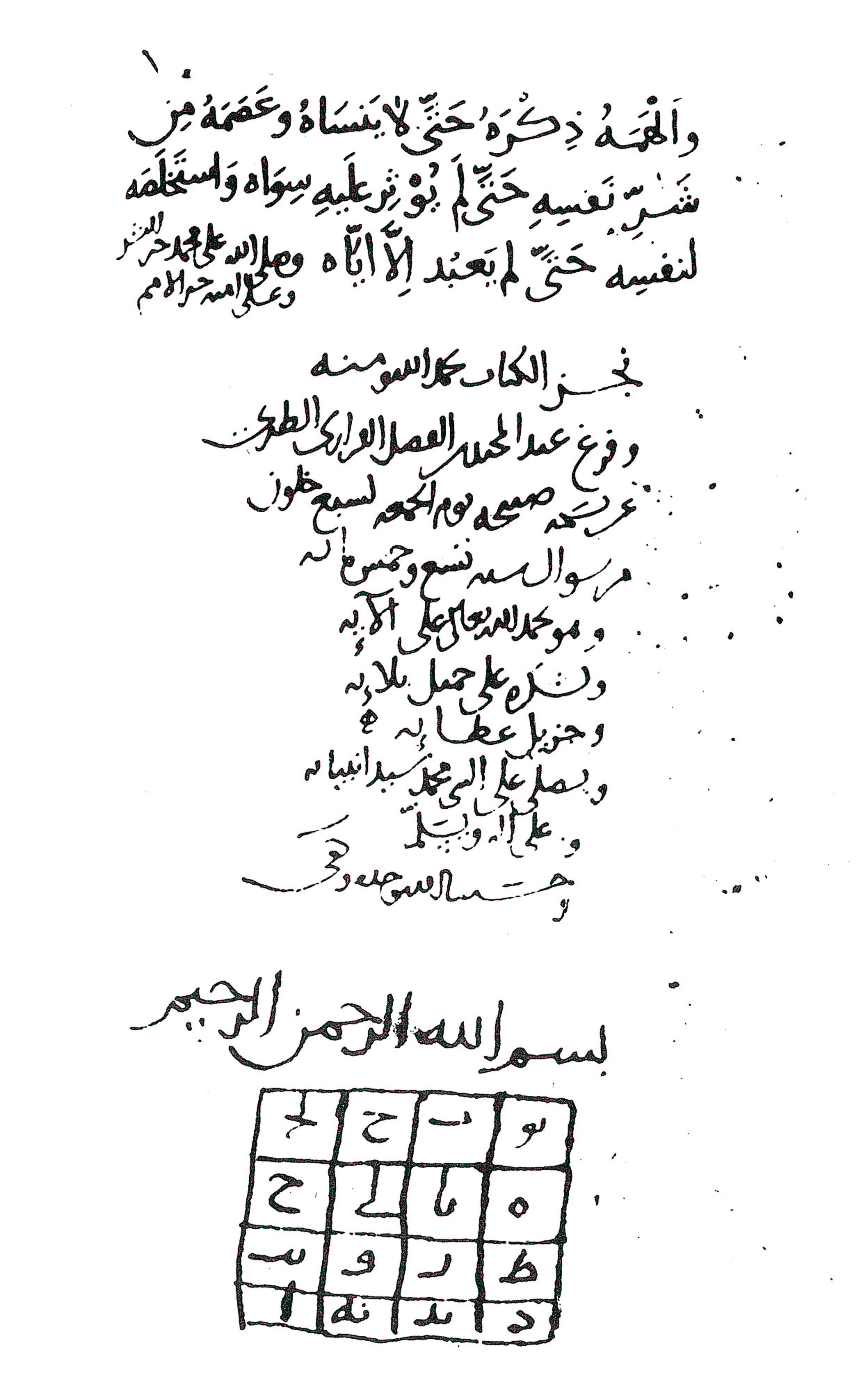
Les œuvres d'Al-Ghazali

### Textes et anthologies
- Ibn Al-Fârid, Hâtif Isfahâni, Hâfiz, Djâmi, Saadi, Bâbâ, Tahir, La Danse de l'âme : Recueil d'odes mystiques et de quatrains des soufis, Toulouse, InTexte, coll. « D'Orient et d'Occident », 2006, 93 p. (ISBN 2-9514986-7-5)
- 'Ata' Allâh Al-Iskandarî (trad. Cheikh abd Allah Penot), De l'abandon de la volonté propre, Editions Alif, 1997, 303 p. (ISBN 978-2-908087-11-6 et 2-908087-11-1)
- Abd El-Kader (trad. Cheikh abd Allah Penot), Le Livre des haltes, Éditions Dervy, coll. « L'être et l'esprit », mai 2008 (ISBN 978-2-84454-543-5 et 2-84454-543-2)
- Sayd Bahodine Majrouh (trad. Serge Sautreau), Rire avec Dieu : Aphorismes et contes soufis, Paris, Albin Michel, coll. « Spiritualités vivantes » (no 130), mai 1995, 1re éd., 197 p. (ISBN 2-226-07814-2 et 9782226078148)
- Javad Nurbakhsh, Dans la Taverne de la Ruine : manuel du soufisme traditionnel, Cabrières, Khaniqahi Nimatullahi Publications, 1997, 184 p. (ISBN 978-2-909698-22-9 et 2-909698-22-X)
- Eva de Vitray-Meyerovitch, Anthologie du soufisme, Éditions Albin Michel, coll. « Spiritualités vivantes », 1995
- Leonard Lewisohn, La sagesse du soufisme, Traduit de l'anglais par Bernard Duband, Paris, Éditions Véga, 2002. (Anthologie établie par un des meilleurs spécialistes américains du soufisme)
- Omar Sohrawardi, Les Bienfaits des connaissances spirituelles (non traduit)

### Études

#### Traités de soufisme
- Abdelmadjid Aboura, Le Régime du solitaire dans le soufisme unitif, Paris, Éditions universitaires européennes, 2010, 344 p. (ISBN 978-613-1-53394-5)
- Abdelmadjid Aboura, Le Vivant fils de l'éveil ou La grande triade soufie, Paris, Éditions universitaires européennes, 2011 (ISBN 978-613-1-56851-0)
- Ahmad al-Alawî, Lettre ouverte à celui qui critique le soufisme, St-Gaudens, Éditions La Caravane, 2001, 121 p. (ISBN 2-9516476-0-3)
- Ahmad al-Alawî (trad. de l'arabe), Sagesse céleste. Traité de soufisme, Cugnaux, Éditions La Caravane, 2007, 428 p. (ISBN 978-2-9516476-2-6 et 2-9516476-2-X)
- Alberto Fabio Ambrosio, Ève Feuillebois, Thierry Zarcone, Les Derviches tourneurs, doctrine, histoire et pratiques, Éditions du Cerf, novembre 2006
- Nader Angha (préf. Mme Henry Corbin), Le Soufisme, la réalité de la religion, Paris, Al-Bouraq, 1999, 170 p. (ISBN 978-2-84161-073-0)
- Karim Ben Driss, Sidi Hamza al-Qadiri Boudchichi : le renouveau du soufisme au Maroc, Al Bouraq, 2002
- Adda Bentounes, La fraternité des cœurs, Éditions du Relié, 2003 (ISBN 2-914916-06-X)
- Khaled Bentounes, Le soufisme cœur de l'islam, Editions Albin Michel, 2014
- Khaled Bentounes, La fraternité en héritage, Editions Albin Michel, 2009  (ISBN 9782226191120)
- Khaled Bentounes, Soufisme, l'héritage commun, centenaire de la voie soufie Alawiyya (1909-2009), Alger, Zaki Bouzid Editions, 2009 (ISBN 978-9961-771-15-0)
- Muhammad al-Arabî al-Darqâwî (trad. de l'arabe par Tayeb Chouiref), Lettres sur le Prophète et autres lettres sur la voie spirituelle, Wattrelos (France), Tasnîm, 2010, 256 p. (ISBN 978-295322007-0)
- Al-Ghazali (trad. de l'arabe par Muhammad Diakho avec notes et commentaire), Les dix règles du soufisme, Paris, Al-Bouraq, 1999, 210 p. (ISBN 2-84161-044-6)
- Mounir Hafez, Ce Moi sur lequel ma vie ne peut rien, Toulouse, InTexte, coll. « D'Orient et d'Occident », 2006, 151 p. (ISBN 2-9514986-4-0)
- Hossein Nasr (trad. de l'anglais par Ghislain Chetan, préf. Éric Geoffroy), Le jardin de la Vérité : la perspective du soufisme, tradition spirituelle de l'islam, Wattrelos (France), Tasnîm, 2017, 300 p. (ISBN 979-109130019-3)
- Frithjof Schuon, Le soufisme, voile et quintessence, Paris, Dervy, 2025, 218 p. (ISBN 979-102421818-2)
- Idries Shah, Les soufis et l'ésotérisme, Payot, coll. « Petite Bibliothèque Payot », 2004 (ISBN 978-222889927-7)
- Faouzi Skali, La voie soufie, Albin Michel, coll. « Spiritualités vivantes », 2000
- Faouzi Skali, Le face à face des cœurs : le soufisme aujourd'hui, Pocket, 2010 (ISBN 978-235490039-7)
- Faouzi Skali et Eva de Vitray-Meyerovitch, Jésus dans la tradition soufie, Albin Michel, 2004 (ISBN 978-222615437-8)
- William Stoddart (trad. de l'anglais par Ghislain Chetan), Aperçus sur le soufisme, l'essentiel de la spiritualité musulmane, Wattrelos (France), Tasnîm, 2013, 124 p. (ISBN 979-109130011-7)

#### Études sur le soufisme et les soufis
- Christian Bonaud, Le Soufisme : al-tasawwuf et la spiritualité islamique, Paris, Maisonneuve & Larose, 2002
- Titus Burckhardt, Introduction aux doctrines ésotériques de l'islam, Dervy, 1969
- Rachida Chih, Le Soufisme au quotidien : Confréries d'Égypte au XXe siècle, Arles, Sindbad, 2000, 359 p. (ISBN 2-7427-2548-2)
- Éric Geoffroy, L'Instant soufi, Arles, Actes Sud, coll. « Le Souffle de l'esprit », 2000
- Éric Geoffroy, Initiation au soufisme, Paris, Fayard, 2004, 321 p. (ISBN 2-213-60903-9)
- Éric Geoffroy, Le Soufisme. Histoire, fondements, pratique, Paris, Eyrolles pratique, coll. « Religion », 2015, 180 p. (ISBN 978-2-212-56126-5, lire en ligne)
- Joseph Elie Kahale, Le Soufisme et ses grands maîtres spirituels, Châtenay-Malabry, Alteredit, 2002, 131 p. (ISBN 2-84633-034-4)
- Martin Lings, Qu'est ce que le soufisme ?, Paris, Éditions du Seuil, coll. « Points Sagesses », 1977
- Alexandre Popovic et Gilles Veinstein, Les Voies d'Allah. Les ordres mystiques dans le monde musulman des origines à aujourd'hui, Paris, Fayard, 1996, 711 p. (ISBN 978-2-213-59449-1).
- Marijan Molé, Les mystiques musulmans, Paris, Les Deux Océans, ., 1982 (1re éd. PUF, 1965), 126 p. (ISBN 978-2-866-81000-9)
- Slimane Rezki, Le Soufisme : réalité et caricature, Beyrouth / Paris, Albouraq, 2016, 94 p.
- Annemarie Schimmel (trad. de l'allemand par Albert Van Hoa), Le Soufisme ou les dimensions mystiques de l'islam, Paris, Éditions du Cerf, 1996, 632 p.
- Annemarie Schimmel, L'incendie de l'âme. L'aventure spirituelle de Rûmî, Paris, Éditions Albin Michel, 1998 1992, 257 p.
- Annemarie Schimmel (trad. de l'allemand par Marie-Béatrice Jehl), Introduction au monde du soufisme, Saint-Jean-de-Braye, Editions Dangles, 2004 1998, 146 p.
- Mark J. Sedgwick (trad. Jean-François Mayer), Le soufisme, Paris, Éditions du Cerf, 2001, 145 p.
- Eva Schubert et Walid Sarif, Pèlerinage, sciences et soufisme : l'art islamique en Cisjordanie et à Gaza, Aix-en-Provence, Édisud, 2004, 253 p. (ISBN 2-7449-0171-7)
- Eva de Vitray-Meyerovitch, Rûmî et le soufisme, Éditions du Seuil, coll. « Points Sagesses », 2005
- Olivier Weber, Le grand festin de l’Orient, Éditions Robert Laffont, 2004
- Olivier Weber, La Confession de Massoud, Flammarion, 2013
- Thierry Zarcone, Mystiques, philosophes et francs-maçons en Islam : Rza Tevfik, penseur ottoman (1868 - 1949), du Soufisme à la Confrérie, Paris, Librairie d'Amérique et d'Orient Maisonneuve, 1993, 545 p. (ISBN 2-7200-1089-8)

#### Dictionnaire
- (en) John Renard, Historical dictionary of Sufism, Lanham (Md), Scarecrow Press, 2005, xliii + 351 (ISBN 0-8108-5342-6)

### Témoignages
- Colette-Nour Brahy, Dix jours en Ouzbékistan. Récit d'un pèlerin soufi, Beyrouth, Albouraq, 2004, 175 p. (ISBN 2-84161-243-0)
- Kudsi Ergüner, Jean-Michel Riard, La fontaine de la séparation : Voyage d'un musicien soufi, L'Isle-sur-la-Sorgue, Bois d'Orion, 2000 (ISBN 2-909201-28-7)

### Périodiques et revues
- Aurora, InTexte
- Soufisme d'Orient et d'Occident, Al Bouraq
- Science sacrée, Revue d'études traditionnelles